# Straßenradsport-Weltmeisterschaften 1984
Die Straßenradsport-Weltmeisterschaften 1984 fanden am 2. September 1984 in Barcelona, Spanien statt. Wegen der Olympischen Spiele 1984 in Los Angeles wurde lediglich der Weltmeister der Berufsfahrer ermittelt, die Amateur-Entscheidungen entfielen.

## Renngeschehen
Die Rennstrecke der Berufsfahrer hatte eine Länge von 255,5 Kilometern und führte wie 1973, als die Weltmeisterschaft ebenfalls in Barcelona ausgetragen wurde, über den 173 Meter hohen Berg Montjuïc mit seinem beschwerlichen Anstieg zum Castell. Es herrschte starke Hitze mit Spitzentemperaturen um 40 Grad. Diese schweren Bedingungen führten zur vorzeitigen Aufgabe von 88 der 119 gestarteten Fahrer. Unter den Ausgeschiedenen befanden sich neben vielen Favoriten auch alle acht deutschen Aktive.
Nach einer Alleinfahrt über die letzten 19 Kilometer wurde der 27-jährige Belgier Claude Criquielion mit einem Vorsprung von 14 Sekunden vor dem Italiener Claudio Corti neuer Weltmeister. Erst eine Minute später traf die Verfolgergruppe ein, aus der sich Steve Bauer aus Kanada den dritten Platz sicherte. Der Titelverteidiger Greg LeMond aus den USA wurde mit über drei Minuten auf Criquielion nur 27.
Das Rennen litt unter erheblichen organisatorischen Mängeln, so wurden unter anderem die Fahrer immer wieder durch auf die Strecke strömende Zuschauer behindert.

## Ergebnis
| Platz | Athlet              | Land | Zeit              |
| ----- | ------------------- | ---- | ----------------- |
| 1     | Claude Criquielion  | BEL  | 6:46:46 h         |
| 2     | Claudio Corti       | ITA  | + 0:14 min        |
| 3     | Steve Bauer         | CAN  | + 1:01 min        |
| 4     | Hubert Seiz         | SUI  | alle gleiche Zeit |
| 5     | Bernard Bourreau    | FRA  | alle gleiche Zeit |
| 6     | Robert Millar       | GBR  | + 1:08 min        |
| 7     | Éric Caritoux       | FRA  | + 1:12 min        |
| 8     | Palmiro Masciarelli | ITA  | alle gleiche Zeit |
| 9     | Federico Echave     | ESP  | alle gleiche Zeit |
| 10    | Joop Zoetemelk      | NED  | alle gleiche Zeit |
| 11    | Ángel Arroyo        | ESP  | + 1:27 min        |
| 12    | Ludo Peeters        | BEL  | + 1:53 min        |
| 13    | Marino Lejarreta    | ESP  | + 1:53 min        |
| 14    | Dominique Garde     | FRA  | + 2:09 min        |
| 15    | Bruno Leali         | ITA  | +2:28 min         |
| 16    | Pierre Le Bigaut    | FRA  | + 2:28 min        |

| Platz | Athlet                     | Land | Zeit              |
| ----- | -------------------------- | ---- | ----------------- |
| 17    | Moreno Argentin            | ITA  | + 3:04 min        |
| 18    | Juan Fernández Martín      | ESP  | alle gleiche Zeit |
| 19    | Jean-Philippe Vandenbrande | BEL  | alle gleiche Zeit |
| 20    | Gianbattista Baronchelli   | ITA  | alle gleiche Zeit |
| 21    | José Luis Navarro          | ESP  | alle gleiche Zeit |
| 22    | Johan van der Velde        | NED  | alle gleiche Zeit |
| 23    | Niki Rüttimann             | SUI  | alle gleiche Zeit |
| 24    | Silvano Contini            | ITA  | alle gleiche Zeit |
| 25    | José Patrocinio Jiménez    | COL  | alle gleiche Zeit |
| 26    | Pedro Muñoz                | ESP  | alle gleiche Zeit |
| 27    | Greg LeMond                | USA  | alle gleiche Zeit |
| 28    | Pierino Gavazzi            | ITA  | alle gleiche Zeit |
| 29    | Alberto Fernández Blanco   | ESP  | alle gleiche Zeit |
| 30    | Dag Otto Lauritzen         | NOR  | + 6:48 min        |
| 31    | Godi Schmutz               | SUI  | + 7:17 min        |